# Лекод
Леко́д (фр. Lécaude) — коммуна во Франции, находится в регионе Нижняя Нормандия. Департамент коммуны — Кальвадос. Входит в состав кантона Мезидон-Канон. Округ коммуны — Лизьё.
Код INSEE коммуны — 14359.

## Население
Население коммуны на 2010 год составляло 151 человек.
| 1962 | 1968 | 1975 | 1982 | 1990 | 1999 | 2010 |
| ---- | ---- | ---- | ---- | ---- | ---- | ---- |
| 131  | 121  | 112  | 123  | 116  | 148  | 151  |

## Экономика
В 2010 году среди 90 человек трудоспособного возраста (15—64 лет) 77 были экономически активными, 13 — неактивными (показатель активности — 85,6 %, в 1999 году было 72,2 %). Из 77 активных жителей работали 68 человек (37 мужчин и 31 женщина), безработных было 9 (1 мужчина и 8 женщин). Среди 13 неактивных 7 человек были учениками или студентами, 3 — пенсионерами, 3 были неактивными по другим причинам.